# Lijst van nummer 1-hits in Zwitserland in 2011
Deze hits stonden in 2011 op nummer 1 in de Schweizer Hitparade, de bekendste hitlijst in Zwitserland.
| Datum        | Artiest                          | Titel                  |
| ------------ | -------------------------------- | ---------------------- |
| 2 januari    | Geen Top 75 verschenen           | Geen Top 75 verschenen |
| 9 januari    | The Black Eyed Peas              | The time (Dirty bit)   |
| 16 januari   | Duck Sauce                       | Barbra Streisand       |
| 23 januari   | Duck Sauce                       | Barbra Streisand       |
| 30 januari   | Duck Sauce                       | Barbra Streisand       |
| 6 februari   | Adele                            | Rolling in the deep    |
| 13 februari  | Diddy-Dirty Money & Skylar Grey  | Coming home            |
| 20 februari  | Bruno Mars                       | Grenade                |
| 27 februari  | Lady Gaga                        | Born this way          |
| 6 maart      | Bruno Mars                       | Grenade                |
| 13 maart     | Bruno Mars                       | Grenade                |
| 20 maart     | Lady Gaga                        | Born this way          |
| 27 maart     | Bruno Mars                       | Grenade                |
| 3 april      | Bruno Mars                       | Grenade                |
| 10 april     | Bruno Mars                       | Grenade                |
| 17 april     | Jennifer Lopez & Pitbull         | On the floor           |
| 24 april     | Jennifer Lopez & Pitbull         | On the floor           |
| 1 mei        | Jennifer Lopez & Pitbull         | On the floor           |
| 8 mei        | Jennifer Lopez & Pitbull         | On the floor           |
| 15 mei       | Jennifer Lopez & Pitbull         | On the floor           |
| 22 mei       | Pietro Lombardi                  | Call my name           |
| 29 mei       | Pietro Lombardi                  | Call my name           |
| 5 juni       | LMFAO, Lauren Bennett & GoonRock | Party rock anthem      |
| 12 juni      | LMFAO, Lauren Bennett & GoonRock | Party rock anthem      |
| 19 juni      | LMFAO, Lauren Bennett & GoonRock | Party rock anthem      |
| 26 juni      | LMFAO, Lauren Bennett & GoonRock | Party rock anthem      |
| 3 juli       | LMFAO, Lauren Bennett & GoonRock | Party rock anthem      |
| 10 juli      | Alexandra Stan                   | Mr. Saxobeat           |
| 17 juli      | Alexandra Stan                   | Mr. Saxobeat           |
| 24 juli      | Alexandra Stan                   | Mr. Saxobeat           |
| 31 juli      | Alexandra Stan                   | Mr. Saxobeat           |
| 7 augustus   | Alexandra Stan                   | Mr. Saxobeat           |
| 14 augustus  | Don Omar & Lucenzo               | Danza kuduro           |
| 21 augustus  | Alexandra Stan                   | Mr. Saxobeat           |
| 28 augustus  | Sean Paul & Alexis Jordan        | Got 2 luv' U           |
| 4 september  | Sean Paul & Alexis Jordan        | Got 2 luv' U           |
| 11 september | Sean Paul & Alexis Jordan        | Got 2 luv' U           |
| 18 september | Sean Paul & Alexis Jordan        | Got 2 luv' U           |
| 25 september | Sean Paul & Alexis Jordan        | Got 2 luv' U           |
| 2 oktober    | Marlon Roudette                  | New age                |
| 9 oktober    | R.I.O. & U-Jean                  | Turn this club around  |
| 16 oktober   | Marlon Roudette                  | New age                |
| 23 oktober   | Marlon Roudette                  | New age                |
| 30 oktober   | Rihanna & Calvin Harris          | We found love          |
| 6 november   | Rihanna & Calvin Harris          | We found love          |
| 13 november  | Adele                            | Someone like you       |
| 20 november  | Adele                            | Someone like you       |
| 27 november  | Adele                            | Someone like you       |
| 4 december   | Rihanna & Calvin Harris          | We found love          |
| 11 december  | Taio Cruz & Flo Rida             | Hangover               |
| 18 december  | Adele                            | Someone like you       |
| 25 december  | Sean Paul                        | She doesn't mind       |